# Chomikuj.pl
chomikuj.pl,      або Chomik є польським файлообмінником, який засновано в 2006 році.  Станом на лютий 2013 року це був 15-й за популярністю веб-сайт у Польщі. 
На сайті можна опублікувати будь-який тип файлу. Незареєстровані користувачі можуть одночасно отримати лише файли розміром до 1 МБ. Після реєстрації на користувача обмеженне отримання файлів розміром та не поширюється жодне обмеження при завантаженні одного файлу, але його обмежено передаванням 50 МБ на добу. Ліміт передачі можна збільшити, заплативши за додаткову пропускну здатність. 
У 2015 році на сайт успішно подали позов за порушення авторських прав, але він одразу був апельований в суді.

## Зовнішні посилання
- Офіційний сайт